# Талавс, Арвид
Арвид Талавс (латыш. Arvīds Tālavs, до смены фамилии был Арвид Таубе (латыш. Arvīds Taube); 3 января, 1906 — 17 апреля, 1992, Виктория) — латвийский шахматист.

## Биография
Родился в Лаздонской волости нынешнего Мадонского края. В 1924 году закончил Вторую городскую гимназию в Риге. С 1924 до 1936 года изучал экономику в факультете Народного хозяйства и права Латвийского университета. Был хорошим шахматистом. В составе сборной Латвии участвовал в двух шахматных олимпиадах (1928—1930).
Во время Второй мировой войны покинул Латвию. В 1944 году перебрался в Германию, а в 1949 году эмигрировал в Австралию, потом до конца жизни постоянно жил в Канаде.